# Lawe Kongkir Hilir
Lawe Kongkir Hilir is een bestuurslaag in het regentschap Aceh Tenggara van de provincie Atjeh, Indonesië. Lawe Kongkir Hilir telt 257 inwoners (volkstelling 2010).